# Jan Stirling
Jan Graham, coniugata Stirling (Adelaide, 20 luglio 1955), è un'ex cestista e allenatrice di pallacanestro australiana.

## Carriera
Con l'Australia ha disputato i Campionati del mondo del 1975, segnando 7 punti in 5 partite.
Da allenatrice ha guidato l'Australia alla vittoria ai Campionati del mondo del 2006. Ha inoltre vinto due argenti olimpici (Atene 2004 e Pechino 2008) e un bronzo mondiale (2002).